# Михайло і Даниїл
«Михайло і Даниїл» (англ. Michail and Daniel) — документальна стрічка спільного виробництва Україна-США, режисером та автором сценарію якого є відомий документаліст Андрій Загданський. Продюсери картини — Геннадій Кофман та Андрій Загданський.
Картина «Михайло та Даниїл» кінокомпанії «Магіка-фільм» створена за підтримки Держкіно за результатами Восьмого конкурсного відбору та отримала державне фінансування у розмірі 2 267 030 грн. Майже чверть століття назад Андрій Загданський вже розповідав про долю київського архітектора й художника Михайла Щиголя і його сина, тоді десятирічного Даниїла у короткометражній стрічці «Двоє».
Водночас із повною (режисерською) версією фільму заплановано створення телевізійної версії (52 хвилини). Потенційний інтерес до цієї версії висловили представники чеського телебачення та телебачення України.
Прем'єрний показ стрічки відбувся 27 та 28 березня у кінотеатрі «Жовтень» в рамках програми СИНДРОМ РІВНОСТІ XV Міжнародного фестивалю документального кіно про права людини Docudays UA, де також відбулась зустріч із творцями та героями фільму.
Телевізійну прем'єру фільму «Михайло та Даниїл» в Україні заплановано на 2018 рік.

## Про фільм
Фільм про батька і сина: про художника та про вроджену глухоту. Про дитячий церебральний параліч і про людську силу.
Михайло — художник. Він готується до нової виставки, працює над серією картин «Щоденник Франца Кафки». Даниїлу тридцять чотири, проте його життя невіддільне від батькового. Він народився глухонімим, з важкою формою дитячого церебрального паралічу. Михайло енергійний і цілеспрямований. Даниїл приязний і оптимістичний.
Режисер фільму Андрій Загданський так говорить про свій фільм: «Фільм наш про безглузду жорстокість долі та стоїцизм людини перед її викликами. Я захоплююся головними героями фільму — Михайлом та Даниїлом Щиголями, і мені здалося дуже важливим розповісти історію цих двох людей глядачам усього світу. Чому я прагнув зробити саме цей фільм? Одне з можливих пояснень — Данило адаптувався до самостійного життя й може слугувати за приклад і надію для багатьох родин. Як може слугувати за приклад його батько — незламний і незламаний Михайло».

## Сюжет
Документальна сага про стосунки літнього батька і сина, який, здається, ніколи не подорослішає. Даниїл народився глухим з гострою формою дитячого церебрального паралічу. Коли йому було шість років, його мати, талановитий скульптор Марина Хусід, загинула в автомобільній катастрофі. Багато років потому режисер повертається до своїх героїв, які за цей час переїхали жити з України у Чехію, та продовжує розповідь про їх життя.

## Нагороди та номінації
| Список нагород та номінацій                                                                  | Список нагород та номінацій | Список нагород та номінацій | Список нагород та номінацій | Список нагород та номінацій | Список нагород та номінацій |
| Кінофестиваль/Кінопремія                                                                     | Рік                         | Категорія                   | Номінант(и)                 | Результат                   | Дж                          |
| -------------------------------------------------------------------------------------------- | --------------------------- | --------------------------- | --------------------------- | --------------------------- | --------------------------- |
| Премія «Золота дзиґа»                                                                        | 19.04.2019                  | Найкращий монтаж            | Андрій Загданський          | Номінація                   | [ 6 ]                       |
| 21-й Міжнародний кінофестиваль документальних і короткометражних фільмів у Ісмаїлії (Єгипет) | 2019                        | Спеціальна відзнака         | Михайло і Даниїл            | Перемога                    | [ 7 ]                       |